# Man in the Box
"Man In The Box" é uma canção da banda de rock americana Alice in Chains, e o segundo single do álbum Facelift (1990), lançado em janeiro de 1991. O single atingiu a 18ª posição da parada Mainstream Rock da Billboard, e foi indicada ao Grammy de Melhor Performance Hard Rock em 1992. A canção foi incluída nas compilações Nothing Safe: Best of the Box (1999), Music Bank (1999), Greatest Hits (2001), e The Essential Alice in Chains (2006). "Man In The Box" foi a segunda canção mais tocada da década nas rádios de rock americanas entre 2010 e 2019.

## Origem
Em entrevista ao canal MuchMusic em 1991, Layne Staley afirmou que é letra de "Man In The Box" é sobre censura na mídia de massa, e que "eu estava realmente chapado quando a escrevi."
A ideia de usar uma talkbox (também conhecida como voice box) na canção veio do produtor Dave Jerden após ouvir "Livin' on a Prayer" do Bon Jovi no rádio a caminho do estúdio.
No encarte do box-set Music Bank de 1999, Jerry Cantrell disse sobre a canção:
"Todo aquele ritmo e batida foi quando nós começamos a nos encontrarmos, ajudou o Alice a ser tornar o que era."

## Recepção
"Man In The Box" foi indicada ao Grammy de Melhor Performance Hard Rock em 1992.
A canção se encontra na 19ª posição da lista das "40 Maiores Canções de Metal" da VH1, na 50ª posição da lista das "100 Maiores Canções dos Anos 90" também da VH1 em 2007, e seu solo foi classificado como 77º melhor solo de guitarra pela revista Guitar World em 2008. Ela é muito considerada como a assinatura da banda e a canção mais conhecida.
De acordo com a Nielsen Music, "Man In The Box" foi a segunda canção mais tocada da década nas rádios de rock americanas entre 2010 e 2019.

## Na cultura pop
"Man In The Box" apareceu em diversos filmes, incluindo Lassie (1994), The Perfect Storm (2000), Funny People (2009) e Always Be My Maybe (2019). A canção também foi usada em várias versões de trailers para o filme Collateral, de 2004 (apesar de não ter sido incluída na trilha sonora do filme), como a canção-tema do lutador profissional Tommy Dreamer, e nas séries de TV Beavis and Butt-Head (1993), Dead at 21 (1994), Cold Case (2005), e Supernatural (2016).
Também foi utilizada para jogos de hóquei quando um pênalti é marcado no campo adversário, e o esquiador deve ir a marca do pênalti. Richard Cheese and Lounge Against the Machine transformaram esta canção para um estilo lounge no seu álbum "Aperitif for Destruction", de 2005.

## Performances ao vivo
No último concerto do Alice in Chains com Layne Staley, em 3 de julho de 1996, eles fecharam a noite com "Man In The Box". Muitos veem este como o modo perfeito de Layne ter encerrado sua carreira com o Alice in Chains, com a canção que os fez chegar à fama.

## Tema
| "Man in the Box" (1990)  |
| reproduzir (beta) — info |
| {{{description}}}        |

- Está com problemas ao reproduzir os arquivos? Veja a ajuda.

## Faixas

### CD Promocional
01. Man In The Box (Edit)
02. Man In The Box (Album Version)

### Fita Cassete

#### Lado 01
01. Man In The Box (Single Version)

#### Lado 02
Trechos de:
01. Sea Of Sorrow
02. Bleed The Freak
03. Sunshine

### CD Single
01. Man In The Box (Single Version)
02. Sea Of Sorrow
03. Bleed The Freak
04. Sunshine

## Créditos
A relação de faixas originais do Facelift creditou apenas a Layne Staley e Jerry Cantrell pela composição da música. Todas as compilações pós-Facelift creditaram toda a banda. Não é claro o porquê de os créditos terem sido alterados.

## Posição nas paradas musicais

### Semanais
versão do álbum Facelift
| Parada (1991)                              | Melhor posição |
| ------------------------------------------ | -------------- |
| Estados Unidos (Billboard Mainstream Rock) | 18             |

versão ao vivo
| Parada (2000)                              | Melhor posição |
| ------------------------------------------ | -------------- |
| Estados Unidos (Billboard Mainstream Rock) | 39             |

### Fim de década
| Parada (2010–2019)                 | Posição |
| ---------------------------------- | ------- |
| US Mainstream Rock (Nielsen Music) | 2       |